# Gamla Ullevi
Het Gamla Ullevi is een voetbalstadion in de Zweedse stad Göteborg. De voetbalclubs IFK Göteborg, GAIS en Örgryte IS spelen hun thuiswedstrijden in het stadion. Tevens is het stadion toneel van interlands van het Zweeds vrouwenvoetbalelftal. Het stadion is gebouwd op de grond waar vroeger het oude stadion met dezelfde naam lag en heeft een capaciteit van 18.800 toeschouwers. Gamla Ullevi betekent Oud Ullevi, voor het onderscheid met het stadion Nya Ullevi (Nieuw Ullevi).

## Gemiddeld aantal bezoekers
| Seizoen | IFK    | GAIS  | Örgryte |
| ------- | ------ | ----- | ------- |
| 2009    | 13.813 | 5.687 | 4.939   |
| 2010    | 10.489 | 4.666 | 2.264   |
| 2011    | 10.849 | 5.933 | 1.496   |
| 2012    | 10.493 | 4.783 | 2.422   |
| 2013    | 11.589 | 3.327 | 2.607   |
| 2014    | 10.739 | 3.384 | 1.983   |
| 2015    | 14.350 | 2.782 | 2.007   |
| 2016    | 11.786 | 3.315 | 2.756   |
| 2017    | 12.299 | 3.157 | 2.549   |

Behrn Arena (Örebro SK) ·
Borås Arena (IF Elfsborg) ·
Falkenbergs IP (Falkenbergs FF) ·
Gamla Ullevi (IFK Göteborg) ·
Grimsta IP (IF Brommapojkarna) ·
Guldfågeln Arena (Kalmar FF) ·
Kopparvallen (Åtvidabergs FF) ·
Nya Parken (IFK Norrköping) ·
Olympia (Helsingborgs IF) ·
Rambergsvallen (BK Häcken) ·
Strandvallen (Mjällby AIF) ·
Strawberry Arena (AIK Fotboll) ·
Strömvallen (Gefle IF) ·
Eleda Stadion (Malmö FF) ·
Tele2 Arena (Djurgårdens IF) ·
Örjans vall (Halmstads BK)
Ängelholms IP (Ängelholms FF) ·
Finnvedsvallen (IFK Värnamo) ·
Gamla Ullevi (GAIS Göteborg) ·
Jämtkraft Arena (Östersunds FK) ·
Landskrona IP (Landskrona BoIS) ·
Myresjöhus Arena (Östers IF) ·
Norrporten Arena (GIF Sundsvall) ·
Påskbergsvallen (Varbergs BoIS) ·
Skarsjövallen (Ljungskile SK) ·
Stadsparksvallen (Jönköpings Södra IF) ·
Stora Valla (Degerfors IF) ·
Studenternas IP (IK Sirius FK) ·
Södertälje Fotbollsarena (Assyriska Föreningen, Syrianska FC) ·
Tele2 Arena (Hammarby IF) ·
Vapenvallen (Husqvarna FF)
Arosvallen ·
Bårsta IP ·
Enavallen ·
Folkungavallen ·
Fredriksskans IP ·
Gamla Ullevi ·
Herrgärdets IP ·
Hillängens IP ·
Jernvallen ·
Johanneshovs IP ·
Kamratvallen ·
Lövåsvallen ·
Malmö IP ·
Malmö Stadion ·
Motala IP ·
Norra IP ·
Ramnavallen ·
Råsunda IP ·
Råsundastadion ·
Rimnersvallen ·
Ruddalens IP ·
Ryavallen ·
Sandåkerns IP ·
Skogsvallen ·
Slottsskogsvallen ·
Olympisch Stadion (Stockholm) ·
Söderstadion ·
T3 Arena ·
Trollebo IP ·
IJsbaan van Eskilstuna ·
Ullevi ·
Vägga IP ·
Vångavallen ·
Värendsvallen